# Vereaux
Vereaux ist eine französische Gemeinde mit 137 Einwohnern (Stand: 1. Januar 2022) im Département Cher in der Region Centre-Val de Loire; sie gehört zum Arrondissement Saint-Amand-Montrond und zum Kanton Dun-sur-Auron. 

## Geografie
Vereaux liegt etwa 48 Kilometer ostsüdöstlich von Bourges. Umgeben wird Vereaux von den Nachbargemeinden Germigny-l’Exempt im Norden, Grossouvre im Osten, Sancoins im Südosten und Süden, Sagonne im Südwesten und Westen, Charly im Westen sowie Ourouer-les-Bourdelins im Nordwesten.

## Bevölkerungsentwicklung
| Jahr                       | 1962 | 1968 | 1975 | 1982 | 1990 | 1999 | 2006 | 2019 |
| Einwohner                  | 246  | 230  | 200  | 182  | 168  | 159  | 164  | 142  |
| Quellen: Cassini und INSEE |      |      |      |      |      |      |      |      |

## Sehenswürdigkeiten
- Kirche Saint-Martin, Monument historique seit 1912